# 月の詩
「月の詩」（つきのうた）は、2003年6月11日にGacktが発表した楽曲、及び同曲を収録したシングル。通算14枚目のシングルである。

## 概要
- 前作「君が追いかけた夢」から、わずか3か月後のリリースとなった。

## 収録曲
全作詞・作曲：Gackt.C　編曲：chachamaru
1. 月の詩 (4:47)
アニメ『TEXHNOLYZE』のエンディング・テーマソング。ベストアルバム『THE SIXTH DAY 〜SINGLE COLLECTION〜』には、ほとんどの曲が再録バージョンで収録されているが、この曲はシングルバージョンで収録されている。
2. 星の砂 (4:22)
後に、ベストアルバム『THE SEVENTH NIGHT 〜UNPLUGGED〜』にてアコースティックバージョンとして収録された。
3. 月の詩 (instrumental)
4. 星の砂 (instrumental)

## 収録アルバム
- Crescent (#1、#2)
- THE SIXTH DAY 〜SINGLE COLLECTION〜 (#1)
- THE SEVENTH NIGHT 〜UNPLUGGED〜 (#2、アコースティックバージョン)